# A londoni parlament (Monet festményei)

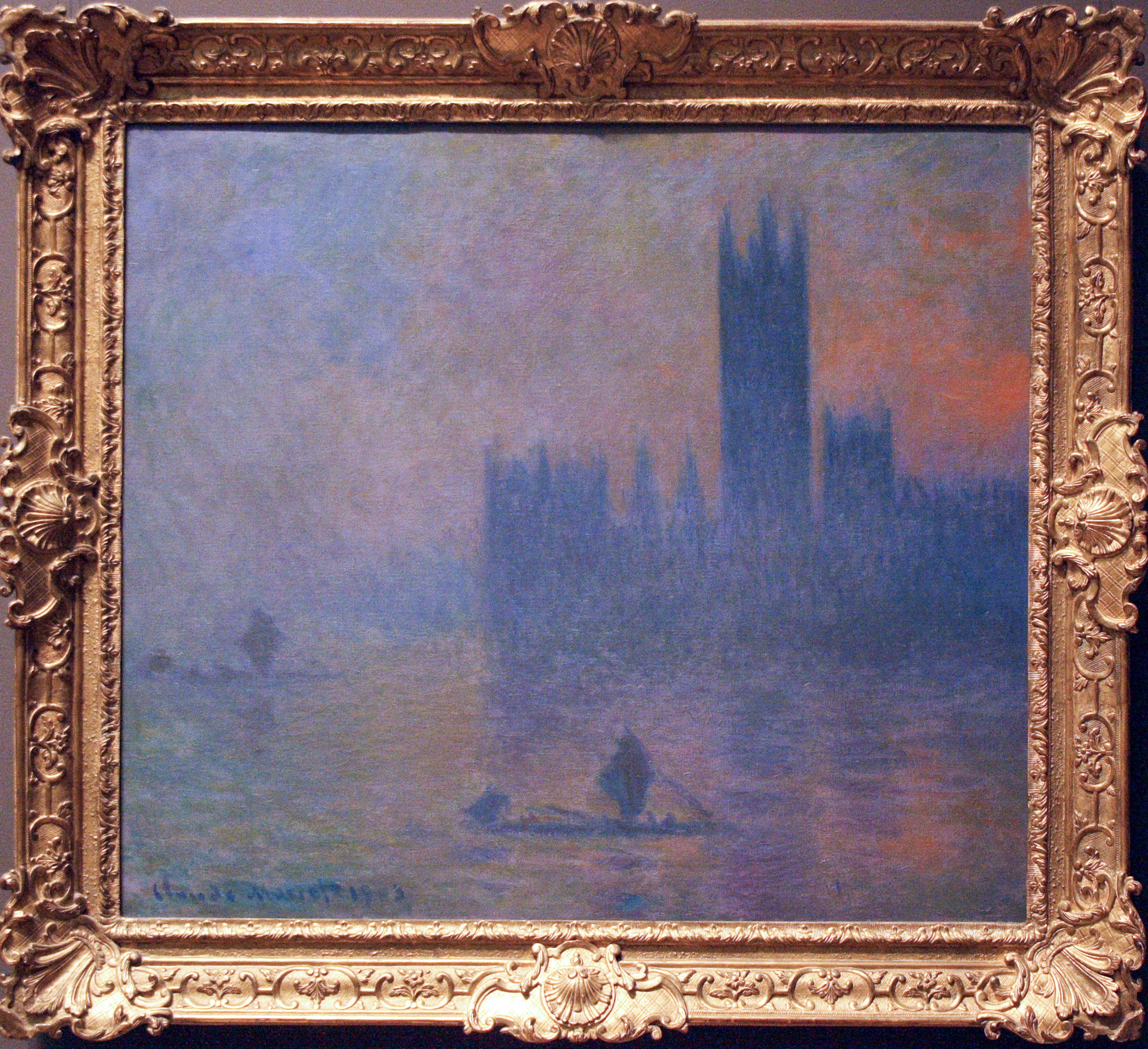
A londoni parlament (A köd hatása) (Metropolitan Művészeti Múzeum)

Claude Monet az 1899 ősze és az 1901 tavasza közötti időszakban egy sor festményt készített a londoni Parlament épületéről, a Westminster palotáról. A képek szinte azonos nézőpontból ábrázolják az épületet; Monet először a Savoy hotel egyik szobájából, később pedig a Saint Thomas kórház teraszáról készítette festményeit. Ez a kép a sűrűsödő esti ködben ábrázolja a brit parlament épületét.
Korábbi sorozataihoz hasonlóan a művész egyszerre több képen dolgozott a helyszínen és a napszakok, fényeffektusok változásának függvényében mozgott állványai között.
Csaknem 100 vásznat készített témájáról Londonban, majd ezeket otthoni műtermében, Giverny-ben tökéletesítette. Utómunkálataihoz fényképeket is rendelt Londonból, amivel kiváltotta néhány kritikus támadásait. Az ekkor már igen elismert művész magabiztosan válaszolt a kritikákra: "a művek elkészítése az én dolgom, és a néző fogja megítélni munkám eredményét".
Monet 1904 májusában 37 képet állított ki a sorozatból nagy sikerrel Paul Durand-Ruel párizsi galériájában, köztük az itt bemutatott vásznat is, amely 1956-ban Julia W. Emmons hagyatékából került a New York-i Metropolitan Művészeti Múzeumba és jelenleg is ott látható.

## További festmények a sorozatból

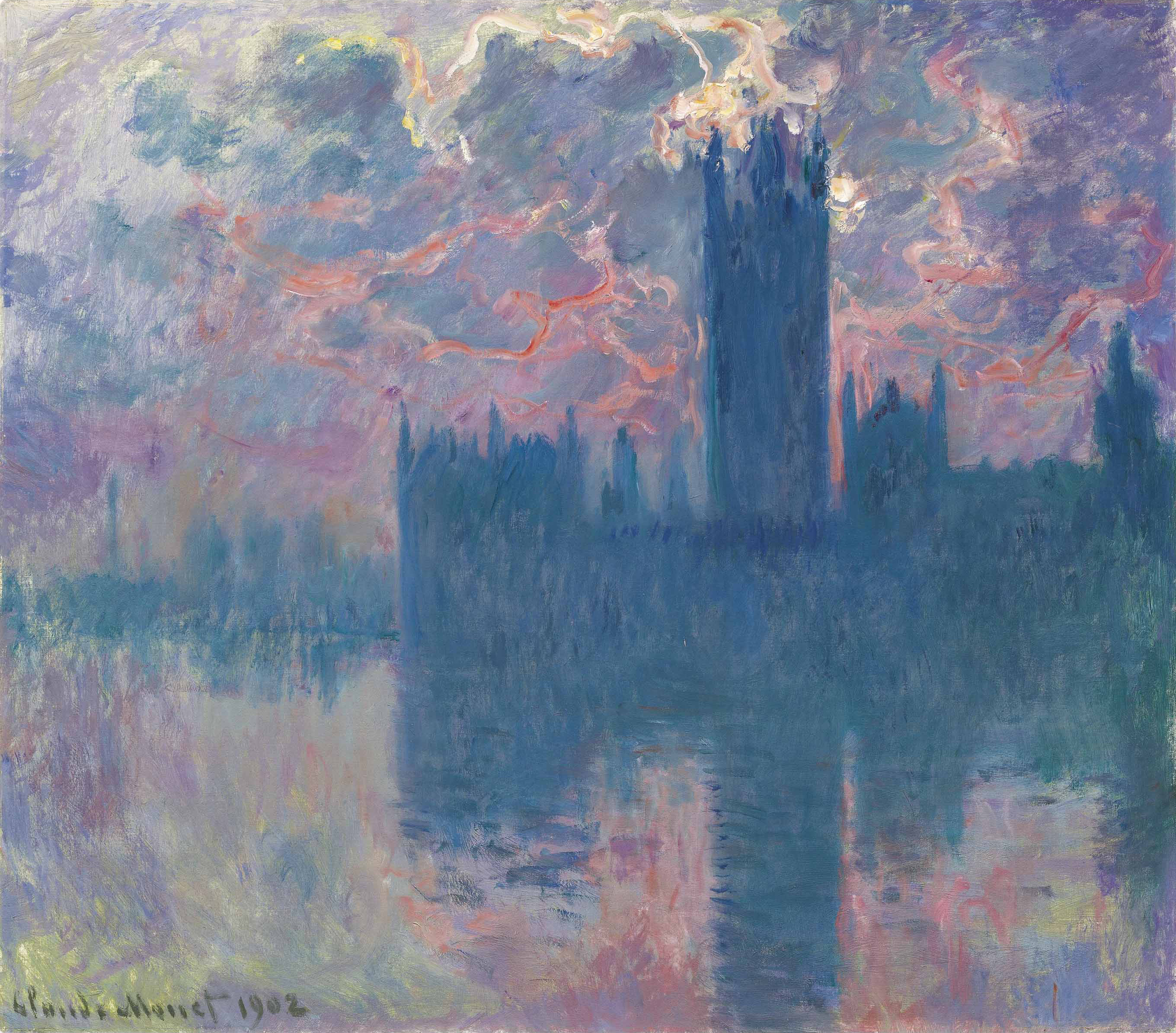
Parlament, napnyugta, 1902
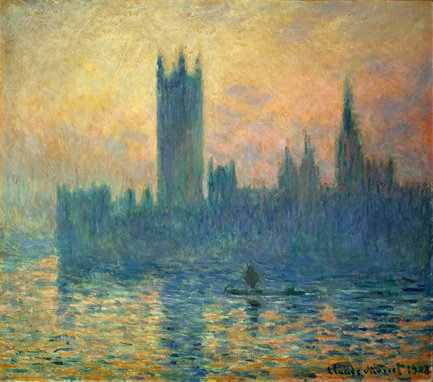
A londoni Parlament, lenyugvó nap, 1903
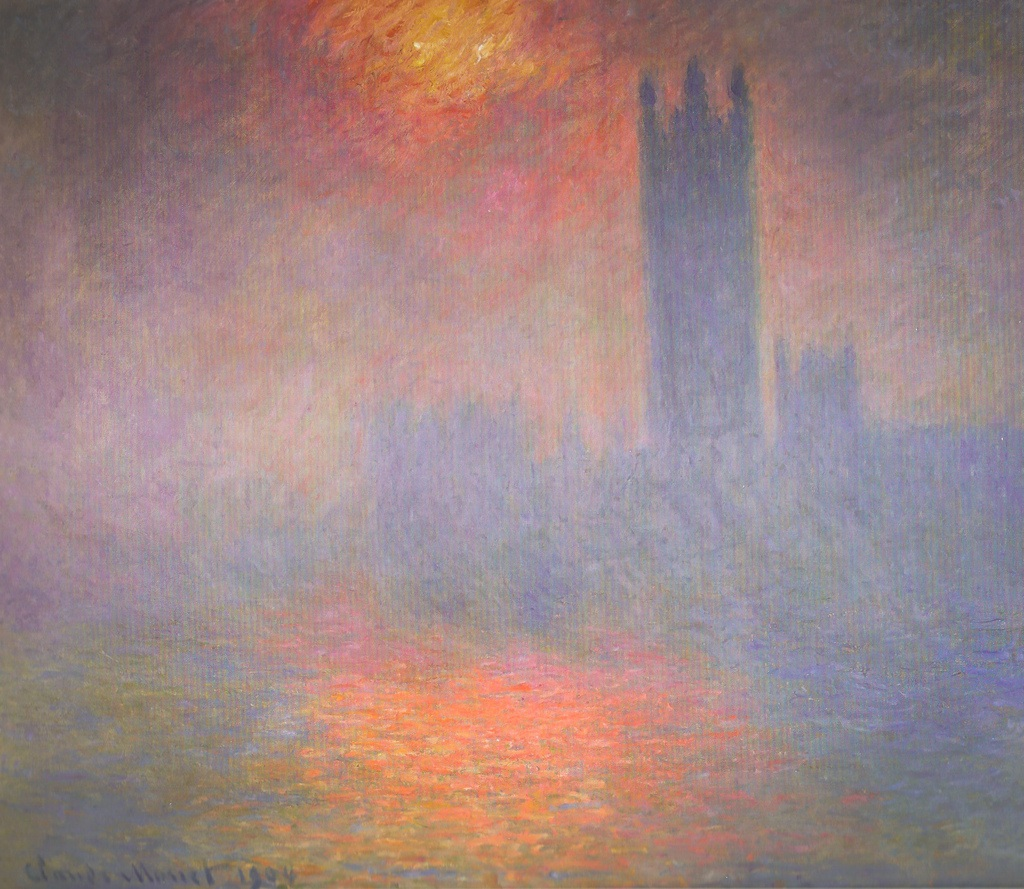
A ködön áttörő nap, Parlament, London, 1904, Orsay Múzeum, Párizs
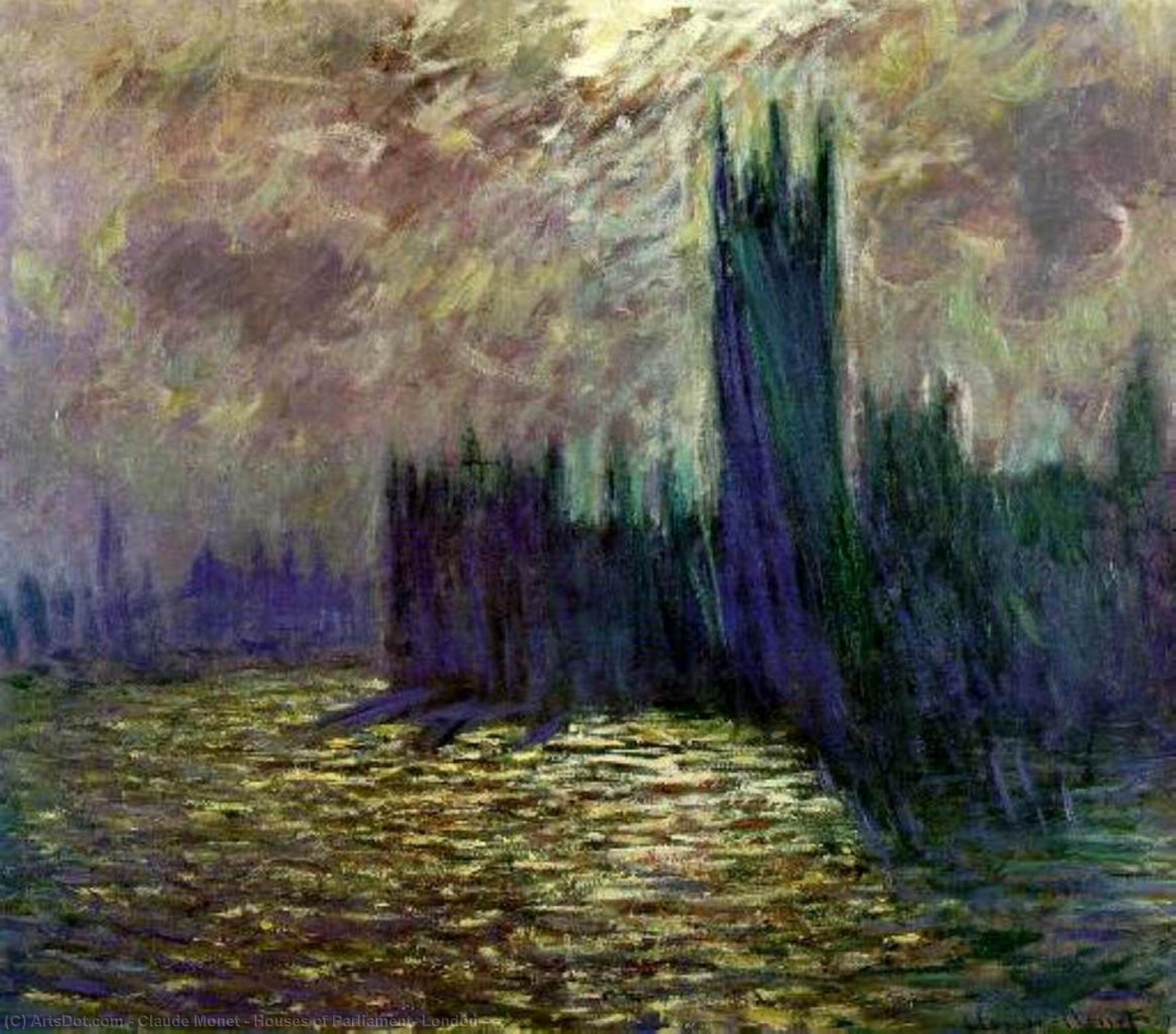
Parlament, London, c.1904, Marmottan Monet Múzeum

## Kapcsolódó szócikk
- Londoni parlament viharos éggel